# Haruki Yamashita
Haruki Yamashita (* 11. März 1999 in Nanto) ist ein japanischer Skilangläufer.

## Werdegang
Yamashita lief im Dezember 2016 in Pyeongchang erstmals im Far-East-Cup und errang dabei den 17. Platz im Sprint. Bei den Junioren-Skiweltmeisterschaften 2017 in Soldier Hollow belegte er den 55. Platz im Sprint, den 54. Rang über 10 km Freistil sowie den 34. Platz im Skiathlon und bei den Junioren-Skiweltmeisterschaften 2019 in Lahti den 64. Platz über 10 km Freistil, den 51. Rang im Sprint sowie den 24. Platz im 30-km-Massenstartrennen. Seine besten Platzierungen bei der Winter-Universiade 2019 in Krasnojarsk waren der 17. Platz im Sprint und der 14. Rang im Teamsprint. In den folgenden Jahren lief er bei den U23-Weltmeisterschaften 2020 in Oberwiesenthal auf den 36. Platz im Sprint, auf den 33. Rang über 15 km klassisch sowie auf den 27. Platz im 30-km-Massenstartrennen und bei den U23-Weltmeisterschaften 2021 in Vuokatti auf den 35. Platz im Sprint, auf den 31. Rang über 15 km Freistil sowie auf den zehnten Platz in der Mixed-Staffel. In der Saison 2021/22 holte er in Sapporo über 10 km Freistil seinen ersten Sieg im Far-East-Cup und belegte damit den 11. Platz in der Gesamtwertung. Beim Saisonhöhepunkt, den Olympischen Winterspielen 2022 in Peking, belegte er den 57. Platz im Sprint, den 54. Rang im Skiathlon und zusammen mit Ryō Hirose, Hiroyuki Miyazawa und Naoto Baba den zehnten Platz in der Staffel. Bei den nachfolgenden U23-Weltmeisterschaften in Lygna kam er auf den 38. Platz im Sprint, auf den 25. Rang über 15 km klassisch und auf den 11. Platz mit der Mixed-Staffel.

## Siege bei Continental-Cup-Rennen
| Nr. | Datum             | Ort         | Disziplin       | Serie        |
| --- | ----------------- | ----------- | --------------- | ------------ |
| 1.  | 8. Januar 2022    | Sapporo     | 10 km Freistil  | Far East Cup |
| 2.  | 8. Januar 2023    | Sapporo     | 10 km Freistil  | Far-East-Cup |
| 3.  | 9. Januar 2023    | Sapporo     | Sprint Freistil | Far-East-Cup |
| 4.  | 16. Dezember 2023 | Pyeongchang | 10 km klassisch | Far-East-Cup |
| 5.  | 17. Dezember 2023 | Pyeongchang | 10 km Freistil  | Far-East-Cup |
| 6.  | 26. Dezember 2023 | Otoineppu   | 10 km klassisch | Far-East-Cup |
| 7.  | 27. Dezember 2023 | Otoineppu   | 10 km Freistil  | Far-East-Cup |
| 8.  | 6. Januar 2024    | Sapporo     | 10 km klassisch | Far-East-Cup |
| 9.  | 12. Januar 2025   | Sapporo     | Sprint Freistil | Far-East-Cup |
| 10  | 13. Januar 2025   | Sapporo     | 15 km Freistil  | Far-East-Cup |